# Vasilije I., veliki knez Moskve
Vasilije I. (1371. – veljača 1425.) je bio veliki knez Moskve i Vladimira od 1389. godine.

## Mladost
Vasilije I. je bio najstariji sin Dimitrija Donskog. U trenutku očeve smrti 1389. godine on postaje automatski veliki knez Moskve   i Vladimira bez potrebe da čeka da mu kan Zlatne Horde, koja je još uvijek vazalni gospodar Moskve, potvrdi naslove. Tijekom svojeg djetinjstva nakon pada Moskve 1382. godine Vasilije I. postaje taoc na mongolskom dvoru sve do uspješnog bijega 1386. godine. Taj bijeg je na kraju bio oprošten zbog tadašnjeg napada Timur Lenka na Zlatnu Hordu koja u to vrijeme ima dovoljno problema bez stvaranja novih. 

## Uspjesi
Odmah po svojoj krunidbi Vasilije dokazuje svoju političku mudrost ugovarajući vlastito vjenčanje s kćerkom vladara Litve koja je njegovom ocu stvorila toliko problema u prošlosti. Ono je bilo i ostvareno 1390. godine, nakon čega sa sigurnom pozadinom Moskva napada i osvaja 1392. godine Nižegorodsko i Muromskoe kneževstvo. Tim uspjehom ova država je uspjela ojačati svoj stisak na gornje područje rijeke Volge. Realistična mogućnost da će ti uspjesi ponovno dovesti Mongole sa željom da suzbiju nastanak velike slavenske države dovodi iste godine do stvaranja neuspješnog saveza s Litvom 1392. godine.
Nakon te prve četiri godine pune uspjeha Vasilije se odlučio smiriti u pripremi svojih novih osvajanja. Kako bi uspio popraviti svoje financije nužne za nove ratove on odlučuje 1395. godine prestati plaćati danak Zlatnoj Hordi koja se tada nalazi u borbi na život i smrt protiv Timura. Novo ratno razdoblje počinje 1397. godine kada Moskva objavljuje rat Novgorodu. Tijekom te i sljedeće godine Vasilije uspijeva osvojiti Bežeckij vrh, Vologdu, Ustjug i Komi. Nakon toga ovaj rat koji će se odužiti sve do 1417. godine prolazi bez daljnjih uspjeha.

## Porazi
Ta stalna širenja države tijekom prvih deset godina su počela privlačiti neugodnu pažnje jačih susjeda. Prvobitni saveznik Litva sada počinje zauzimati neutralni ili čak protivnički stav. Do objave rata i moskovskog poraza dolazi tijekom rata 1403. – 1404. godine kada Vasilije gubi Smolensk i Vjazmu. Ovaj potez koji je prije bio upozorenje no išta drugo postaje signal da se Moskva trenutačno dalje ne smije širiti. Ako to nije bilo dovoljno 1408.   godine se ponovno na sceni pojavljuje Zlatna Horda čija vojska gotovo dolazi do Moskve. U mirovnom sporazumu tada potpisanom veliko kneževstvo Moskve je prisiljeno ponovno plaćati godišnji danak Mongolima, a i sam Vasilije se morao doći pokloniti njihovom kanu 1412. godine.

## Mir i reforme
Ostatak vladavine ovog kneza prolazi u miru i nastavku državnih reformi koje se događaju tijekom cijele njegove vladavine. Posljedica toga postaje značajno uvećavanje velikaških posjeda, ali ujedno i prebacivanje pravosudnih ovlasti plemića na velikog kneza. Tijekom ove duge vladavine dolazi do ukidanja naslova velikog kneza Vladimira koji je sada praktički stopljen u naslov velikog kneza Moskve.
Vasilije I. umire u veljači 1425. godine ostavivši sinu znatno uvećanu državu. Njen ugled tada je toliki da se kćer ovoga vladara udaje za bizanskog cara Ivana VIII.
| Prethodnik:      | knez Moskve | Nasljednik:  |
| Dimitrije Donski | knez Moskve | Vasilije II. |